# HTTPS 에브리웨어
HTTPS 에브리웨어(HTTPS Everywhere)는 토어 프로젝트와 전자 프런티어 재단(EFF)이 공동으로 개발한 구글 크롬, 마이크로소프트 에지, 모질라 파이어폭스, 오페라, 브레이브, 비발디 및 안드로이드용 파이어폭스 모바일용 자유-오픈 소스 브라우저 확장 프로그램이다. 웹사이트에서 지원하는 경우 자동으로 HTTP 대신 더 안전한 HTTPS 연결을 사용하게 한다. "적격한 모든 사이트 암호화" 옵션을 사용하면 한 번의 클릭으로 HTTPS가 아닌 모든 브라우저 연결을 차단 및 차단 해제할 수 있다. 월드 와이드 웹에서 HTTPS가 널리 채택되고 주요 브라우저에서 HTTPS 전용 모드가 통합됨에 따라 확장 프로그램은 2023년 1월에 사용 중지되었다.

## 같이 보기
- 전송 계층 보안
- Let's Encrypt
- HTTP 스트릭트 트랜스포트 시큐리티
- 다운그레이드 공격